# Indice de Moran
En statistiques, l’indice de Moran (ou I de Moran) est une mesure de l'autocorrélation spatiale développée par Patrick Moran. L'autocorrélation spatiale est caractérisée par une corrélation entre les mesures  géographiquement voisines d'un phénomène mesuré.

## Définition
Soit un champ réel X défini sur un réseau discret de N sites ; soit une matrice de poids positifs W, carrée de dimension N, {\displaystyle w_{ij}} quantifiant les influences de j sur i.
Notant X la moyenne de X, on définit l'indice I de Moran pour X et W par :
L'espérance mathématique de l'indice de Moran sous des hypothèses de non autocorrélation spatiale est donnée par :
{\displaystyle E(I)={\frac {-1}{N-1}}}
Sa variance est égale à
{\displaystyle Var(I)={\frac {NS_{4}-S_{3}S_{5}}{(N-1)(N-2)(N-3)(\sum _{i}\sum _{j}w_{ij})^{2}}}}
où
{\displaystyle S_{1}={\frac {1}{2}}\sum _{i}\sum _{j}(w_{ij}+w_{ji})^{2}}
{\displaystyle S_{2}={\frac {\sum _{i}(\sum _{j}w_{ij}+\sum _{j}w_{ji})^{2}}{1}}}
{\displaystyle S_{3}={\frac {N^{-1}\sum _{i}(x_{i}-{\bar {x}})^{4}}{(N^{-1}\sum _{i}(x_{i}-{\bar {x}})^{2})^{2}}}}
{\displaystyle S_{4}={\frac {(N^{2}-3N+3)S_{1}-NS_{2}+3(\sum _{i}\sum _{j}w_{ij})^{2}}{1}}}
{\displaystyle S_{5}=S_{1}-2NS_{1}+{\frac {6(\sum _{i}\sum _{j}w_{ij})^{2}}{1}}}
Les valeurs négatives (resp. positives) de l'indice indiquent une autocorrélation spatiale négative (resp. positive). Ses valeurs s'étendent de −1 (indiquant une dispersion parfaite) à 1 (corrélation parfaite). Une valeur nulle est significative d'un modèle spatial parfaitement aléatoire. Pour le test d'hypothèse statistique, l'indice I de Moran peut être transformé en Z-score dans lequel les valeurs plus grandes que 1,96 ou plus petites que −1,96 indiquent une autocorrélation spatiale significatives avec un taux d'erreur de 5 %.
L'indice de Moran est relié à celui de Geary, mais n'est pas identique. L'indice de Moran est une mesure de l'autocorrélation spatiale globale, tandis que l'Indice de Geary est plus sensible à l'autocorrélation spatiale locale.

## Influence de la définition du voisinage
En analyse spatiale, la codification de la structure de voisinage influence les observations que l'on peut faire après. C'est pour quoi l'indice de Moran doit être calculé selon plusieurs méthodes de voisinage afin de pouvoir comparer les résultats et proposer des interprétations plus solides. A titre d'exemple, le tableau suivant liste les valeurs de l'indice de Moran pour les demandes de valeur foncière sur Paris en Avril 2018 et selon plusieurs méthodes de voisinages : 

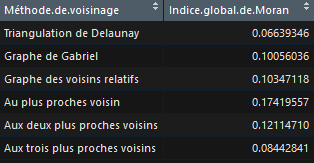
Indices de Moran des Demandes de valeur foncière sur Paris en Avril 2018, selon plusieurs méthodes de voisinages

En règle générale, plus une méthode de voisinage va accorder de voisins aux entités, moins l'indice de Moran sera élevé. Le fait d'augmenter le nombre de voisins par observation augmente la probabilité d'obtenir des observations hétérogènes dans le voisinage, ce qui a pour conséquence une autocorrélation spatiale moins visible (surtout pour les indices globaux). Le choix de voisinage a donc une importance certaine dans l'identification de l'autocorrélation spatiale.